# Carl Edwin Wieman
Carl Edwin Wieman (n. 26 martie 1951, Corvallis, Oregon, SUA) este un fizician american, laureat al Premiului Nobel pentru Fizică în 2001 împreună cu Wolfgang Ketterle și Eric Cornell pentru realizarea condensării Bose-Einstein în atomi alcalini și pentru studii preliminare fundamentale asupra proprietăților condesatelor.